# Кёпке, Рудольф Анастасий
Рудольф Анастасий Кёпке (нем. Rudolf Köpke; 23 августа 1813 — 10 июня 1870) — немецкий историк, преподаватель.

## Биография
Родился 23 августа 1813 года в Кёнигсберге. Его родителями были германист Фридрих Карл Кёпке (1785–1865) и его вторая жена Иоганна Доротея Колон (1795–1875). Его дядя Густав Кёпке (1773—1837) был директором гимназии «Grauen Kloster».
С 1832 году изучал теологию в Берлине с 1832 года, но под влиянием историка Леопольда фон Ранке в 1834 году заинтересовался историей.
В 1838—1842 годах был учителем в гимназии Иоахимсталь, затем работал до 1850 года в Monumenta Germaniae Historica у Георга Генриха Перца. В 1842 году представил докторскую диссертацию «De vita et scriptis Liudprandi episcopi Cremonensis»; в 1846 году получил в Берлине хабилитацию. Был в Берлинском университете сначала лектором, с 1856 года — экстраординарным профессором и, одновременно, с 1850 по 1867 год, преподавал историю в Прусской военной академии.
Редактировал «Monumenta Germaniae Historica». Написал: «De vita et scriptis Luidprandi» (Берлин, 1842); «Ludwig Tieck» (Лейпциг, 1855); «Die Anfänge des Königtums bei den Goten» (Берлин, 1859); «Widukind von Corvei» (Берлин, 1867); «Hrotsuit von Gandersheim» (Берлин, 1869).
Во время революции 1848—1849 годов он и несколько его единомышленников основали в Берлине патриотическое объединение, которое выступало за единство Германии. В 1866 году военные успехи Пруссии пробудили в нём надежды на восстановление старого германского имперского единства и он написал серию политических газетных статей, которые также вышли в виде специальной брошюры «Das Ende der Kleinstaaterei» («Конец немецких малых государств»).
В 1902 году Кёпке стал членом Гёттингенской академии наук.
Умер 10 июня 1870 года в Шёнеберге, куда весной переехал с матерью и сестрой. Был похоронен рядом с отцом в Matthäikirchhof (Берлин). В своем завещании Кёпке указал, что после смерти его матери и сестры часть его состояния отойдёт гимназии Иоахимсталь, а часть — Берлинскому университету, а полученные от этого проценты должны быть использованы на стипендии для студентов. В то же время он выразил пожелание, чтобы его мелкие, разрозненные сочинения были опубликованы в сборнике; этот сборник был издан в 1872 году под названием: «Небольшие сочинения по истории, политике и литературе Рудольфа Кёпке, собранные и отредактированные Ф. Г. Кислингом».